# Estação Vila Inhomirim
Vila Inhomirim é uma estação de trem do estado do Rio de Janeiro, sob concessão da SuperVia. Localiza-se na Avenida Automóvel Clube, no bairro de Raiz da Serra, também chamado de Vila Inhomirim, que é o bairro-sede do sexto distrito do município de Magé.

## História
A Estação Raiz da Serra (Vila Inhomirim) foi inaugurada em 1856, dois anos após a inauguração da Estrada de Ferro Mauá, sendo parte de uma expansão desta.
Em 1854, esta chegava até Fragoso, uma parada provisória que deveria ficar entre as duas estações Piabetá e Vila Inhomirim, na então localidade de Raiz da Serra. Na década de 1870, a E.F. Mauá foi vendida a Estrada de Ferro Príncipe do Grão Pará, que deu continuidade às obras de expansão da linha nos avanços pela Serra Imperial até atingir a cidade de Petrópolis por meio de cremalheiras.
Consta em antigos guias turísticos, que as composições dos trens que vinham da Estação Barão de Mauá, próxima ao Centro do Rio, soltavam dois carros para passageiros que iriam à Petrópolis. O carro de primeira classe era engatado na locomotiva de cremalheira na Estação Vila Inhomirim e ali começava a subida da serra.
Os carros, mesmos nos últimos tempos, viviam superlotados, pessoas se penduravam nas traseiras do carro, cada locomotiva subia dois carros, incluindo as composições que vinham de Niterói e chegavam no mesmo horário.
Ao chegarem em Alto da Serra em Petrópolis, os carros eram desengatados das locomotivas de cremalheira e juntados às mais composições geralmente em números de quatro, para seguir uma vapor ou uma diesel em direção aos distritos da cidade serrana e a cidade de Três Rios.
Entre 1873 e 1942, partia dali o Ramal da Fabrica da Companhia América Fabril. Atualmente, a Estação Vila Inhomirim é um dos pontos finais de uma das linhas de trens urbanos do Grande Rio. Dispõe de um grande pátio ferroviário, onde nele iniciava-se a linha de cremalheira para a subida da serra, cujo trajeto apresentava-se como íngreme.
No passado, a estação fazia parte da chamada Linha do Norte da Estrada de Ferro Leopoldina (antiga E.F. Príncipe do Grão Pará) e desta linha, somente se manteve o trecho ligando o Rio de Janeiro à Vila Inhomirim. O outro trecho ligando Vila Inhomirim a Três Rios, passando pelas cidades de Petrópolis e Areal, foi suprimido no dia 5 de novembro de 1964.